# Destacamento de Inteligencia 144
El Destacamento de Inteligencia 144 (Dest Icia 144) fue una unidad del Ejército Argentino dependiente del III Cuerpo de Ejército y con asiento en la Guarnición Militar «Mendoza».

## Historia
Durante el terrorismo de Estado en Argentina, el reglamento del Ejército Argentino establecía que las grandes unidades de combate, es decir, las brigadas, podían recibir apoyo de inteligencia mediante destacamentos, compuestos por interrogadores, intérpretes, etc. El Destacamento de Inteligencia 144 era una unidad dependiente del Comando del III Cuerpo de Ejército con base en la ciudad de Mendoza. El III Cuerpo de Ejército lo asignó en la VIII Brigada de Infantería de Montaña a fin de reforzar a esta unidad en militares de inteligencia. El 144 proporcionó a la Brigada personal con la Aptitud Especial de Inteligencia (AEI) o especializado en interrogatorios, foto intérprete, etcétera. Con su nueva misión, el Destacamento de Inteligencia 144 creó la Sección de Inteligencia «San Rafael», la Organización Adelantada en «San Luis» y la Organización Adelantada en «San Juan».
En octubre de 1975, el general de brigada Roberto Eduardo Viola dictó la directiva 404/75, que ordenaba los roles a cumplir por las diferentes unidades militares en la autodenominada «lucha contra la subversión». Para la inteligencia, dictó, entre otras cosas,  [sic] «un fluido y permanente intercambio informativo entre las unidades de inteligencia y el Batallón de Inteligencia 601 […]».
En 1980, la unidad cambió su nombre por Destacamento de Inteligencia 162.

## Juicio (2019)
En 2019 inició un juicio de 20 o 21 miembros de la Policía de Mendoza, del Ejército y de la Fuerza Aérea, por delitos de lesa humanidad que involucran 107 víctimas (61 desaparecidos y 3 ejecutados).